# Никулищев, Владимир Михайлович
Владимир Михайлович Никулищев (13 декабря 1928, Ворожба, Сумский округ — 2006, Чернигов) — советский партийный деятель, 2-й секретарь Черниговского обкома КПУ, председатель Черниговского облисполкома. Депутат Верховного Совета УССР 9—10-го созывов. Кандидат в члены ЦК КПУ (1981—1986).

## Биография
Окончил Киевский инженерно-строительный институт.
В 1948—1961 годах — мастер, диспетчер, начальник цеха, председатель завкома профсоюза, начальник планово-распределительного бюро Прилукского завода строительных машин (Черниговская область). В 1953 году вступил в КПСС.
С 1961 года на партийной и административной работе — секретарь первичной партийной организации Прилукского завода строительных машин, в 1963—1966 годах — 2-й секретарь Прилукского горкома КП Украины, в 1966—1967 годах — председатель Прилукского горисполкома.
С 1967 года жил и работал в Чернигове — заведующий отделом Черниговского обкома КП Украины (1967—1969), 1-й секретарь Черниговского горкома партии (1969—1973), 2-й секретарь Черниговского обкома КП Украины (1973—1981). С марта 1981 по июнь 1984 года — председатель исполнительного комитета Черниговского областного Совета народных депутатов.
Потом — на пенсии в городе Чернигове.

## Награды
- ордена
- медали